# Geometra cuneata
Geometra cuneata là một loài bướm đêm trong họ Geometridae.